# Oost Gelre
Oost Gelre – gmina w prowincji Geldria w Holandii.

## Miejscowości
Eefsele, Groenlo, Harreveld, Lichtenvoorde (siedziba gminy), Lievelde, Mariënvelde, Vragender, Zieuwent.